# 郡中港站

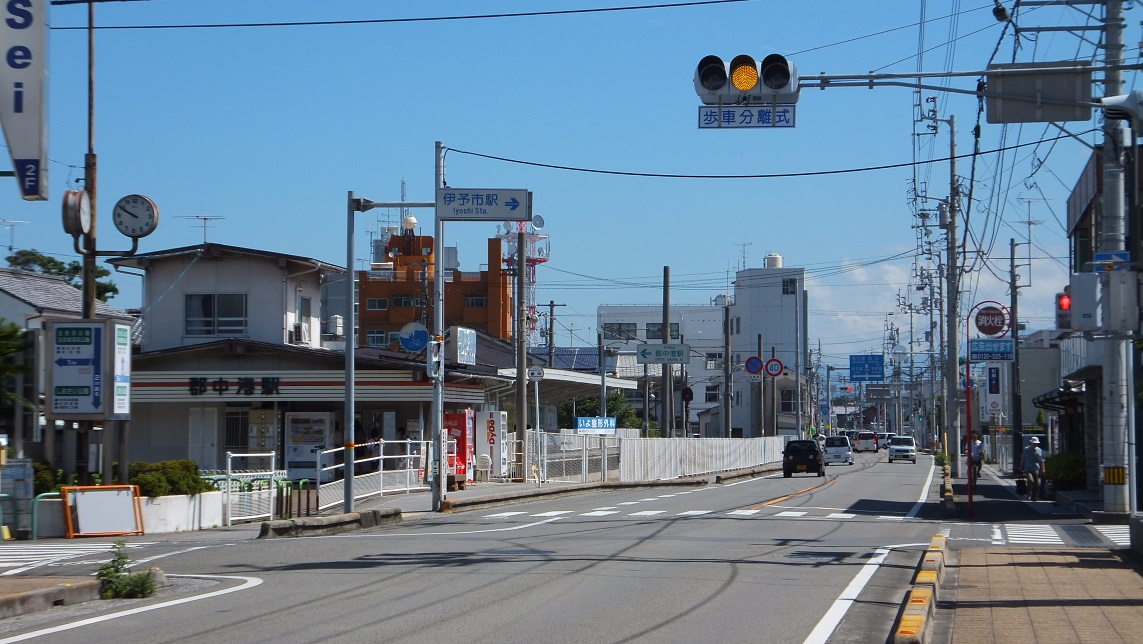
國道378號路面上同時顯示JR四國伊予市站（前方）及郡中港站（後方）的路牌。

郡中港站（日语：／ Gunchūkō eki */?）是位於日本愛媛縣伊予市的鐵路車站，隸屬於伊予鐵道（伊予鐵），是現時郡中線的終點站，車站編號為IY35，本站與國道378號並行，斜對面不遠處則是JR四國予讚線的伊予市站。

## 車站結構
採用與伊予立花站、北久米站、土居田站及山西站所採用的兩層木製建築物，屬第2代的站舍，是1980年代因應車站改建時所興建的，當年的改動，把整個車站向移前約30米，同時將月台由靠近國道378號（東邊）移至路軌的另一邊，原來的站舍及部份站内通道則已改為站前小花園，原來的月台也變成國道旁的行人路。
現時使用中的站舍，前端為候車大堂，後端為自動售票機、服務窗口及對應IC卡的開放式閘口，通過閘口後，沿無障礙斜道可通至月台及洗手間。
與郡中站相同，只設有側式月台1個，且沒有附設任何側線或避線，因此不能如伊予市站般，可以容許停泊超過1列列車，而在實行定時班次下，列車到達後，亦只容許車掌及駕駛員交換位置後便須立即開出。有效長度為超過3輛，當中約半輛月台長度及其相對路軌預作末端緩衝之用。另外由閘口至第1節車廂未端的月台均設有月台上蓋，並設有數張座椅。

### 月台配置
| 路線    | 方向 | 目的地     |
| ------- | ---- | ---------- |
| ■郡中線 | 上行 | 松山市方向 |

## 歷史
- 1939年5月10日：郡中線由郡中站延長至本站，開業。
- 1980年代初期：車站移前30米，並更改月台位置。
- 2025年3月18日：伊予鐵內所有郊外鐵道線均可使用ICOCA及全國交通系IC卡[6][7][8]。

## 使用情況
| 年度   | 1日平均乗車人數 |
| ------ | --------------- |
| 1998年 | 470             |
| 1999年 | 439             |
| 2000年 | 427             |
| 2001年 | 438             |
| 2002年 | 451             |
| 2003年 | 463             |
| 2004年 | 466             |
| 2005年 | 469             |
| 2006年 | 484             |
| 2007年 | 487             |
| 2008年 | 512             |
| 2009年 | 509             |
| 2010年 | 505             |
| 2011年 | 527             |

## 相鄰車站
伊予鐵道
■ 郡中線
郡中（IY34）－郡中港（IY35）

## 外部連結
- 伊予鐵道郡中港站公式網頁。 （页面存档备份，存于）